# 1959 في المملكة المتحدة
فيما يلي قوائم الأحداث التي وقعت خلال عام 1959 في المملكة المتحدة.

## أحداث
- 17 فبراير – حادثة الخطوط الجوية التركية 1959

## سياسة

### تعيين في المنصب
- 14 أكتوبر – إدوارد هيث Secretary of State for Employment [الإنجليزية]‏.

## رياضة
- 1 يناير – بطولة ويمبلدون 1959

## أفلام
من الأفلام التي صدرت هذه السنة في المملكة المتحدة:
- 1 يناير – تسع وثلاثون خطوة من إخراج رالف توماس (مخرج أفلام).
- 1 يناير – غرفة بالأعلى من إخراج جاك كلايتون.

## كتب
من الكتب التي صدرت هذه السنة في المملكة المتحدة:
- 1 يناير – قطة بين الحمام من تأليف أجاثا كريستي.

## مواليد

### يناير
- 1 يناير – كيت طومسون
- 1 يناير – ماري كاسيدي عالمة أمراض بريطانية.
- 2 يناير – ستيف وايت لاعب ومدرب كرة قدم إنجليزي.
- 21 يناير – أليكس ماكليتش لاعب كرة قدم اسكتلندي.
- 30 يناير – أليكس وايت
- 30 يناير – روجر بالمر لاعب كرة قدم إنجليزي.

### فبراير
- 7 فبراير – سامي لي لاعب كرة قدم.
- 7 فبراير – ميك مكارثي
- 12 فبراير – غلين فلير لاعب شطرنج من المملكة المتحدة.
- 18 فبراير – جين أتكينسون ممثلة بريطانية.
- 25 فبراير – جاكو بيج عسكري من المملكة المتحدة.

### مارس
- 20 مارس – ديف بيسانت لاعب كرة قدم إنجليزي.

### أبريل
- 7 أبريل – كريستوفر بيشوب
- 7 أبريل – نايجل والكر لاعب كرة قدم إنجليزي.
- 15 أبريل – إيما تومسون ممثلة إنجليزية.
- 17 أبريل – شون بين ممثل إنجليزي.
- 17 أبريل – كوستاس بيترو
- 21 أبريل – روبرت سميث

### مايو
- 3 مايو – بين إيلتون
- 5 مايو – بيتر مولينيو
- 29 مايو – أدريان باول
- 29 مايو – روبرت إيفرت ممثل بريطاني.

### يونيو
- 1 يونيو – مارتن براندل سائق فورمولا 1 من المملكة المتحدة.
- 4 يونيو – جوينداف إيفانز سائق رالي من المملكة المتحدة.
- 11 يونيو – هيو لوري

### يوليو
- 3 يوليو – غراهام روبرتس لاعب ومدرب كرة قدم إنجليزي.
- 12 يوليو – كارل جون فريستون
- 26 يوليو – ستيف ايفتس ممثل إنجليزي.

### أغسطس
- 5 أغسطس – بيت بيرنز
- 21 أغسطس – آن هوبز لاعبة كرة مضرب بريطانية.
- 22 أغسطس – مارك وليامس
- 24 أغسطس – كريستوفر هوكلي
- 27 أغسطس – جانيت وينترسون كاتبة إنجليزية.
- 29 أغسطس – ستيفن ولفرام رياضياتي بريطاني.

### سبتمبر
- 13 سبتمبر – هيرول غراهام ملاكم من المملكة المتحدة.

### أكتوبر
- 7 أكتوبر – سايمون كاول
- 13 أكتوبر – غرانت ديفيز لاعب كرة قدم إنجليزي.
- 15 أكتوبر – سارة فيرغسون دوقة يورك كاتبة من المملكة المتحدة.
- 21 أكتوبر – كيفن شيدي لاعب ومدرب كرة قدم أيرلندي.

### نوفمبر
- 1 نوفمبر – سوسانا كلارك
- 2 نوفمبر – بيتر مولان
- 9 نوفمبر – توني سلاتري
- 14 نوفمبر – بول مكغان ممثل بريطاني.
- 14 نوفمبر – كريس وودز لاعب كرة قدم إنجليزي.
- 17 نوفمبر – تيري فينويك لاعب ومدرب كرة قدم إنجليزي.
- 23 نوفمبر – ماكسويل كولفيلد
- 25 نوفمبر – تشارلز كينيدي سياسي بريطاني.

### ديسمبر
- 4 ديسمبر – باول مكغراث لاعب كرة قدم أيرلندي.
- 9 ديسمبر – جون مارتن سكريبس قاتل متسلسل من المملكة المتحدة.
- 17 ديسمبر – ألان ووكر لاعب كرة قدم إنجليزي.
- 28 ديسمبر – أندي ماكناب
- 30 ديسمبر – تريسي أولمان

## وفيات

### يناير
- 1 يناير – تيد هاربر (مواليد 1901) لاعب كرة قدم إنجليزي.
- 1 يناير – جورج أندرسون (مواليد 1893) لاعب كرة قدم من المملكة المتحدة.
- 1 يناير – ليه ميلر (مواليد 1911) لاعب كرة قدم إنجليزي.
- 2 يناير – ألفريد دنهل (مواليد 1872)
- 22 يناير – مايك هاوثورن (مواليد 1929) سائق فورمولا 1 من المملكة المتحدة.

### فبراير
- 6 فبراير – فرانك ريسلي (مواليد 1877) لاعب كرة قدم إنجليزي.
- 15 فبراير – أوين ريتشاردسون (مواليد 1879) فيزيائي بريطاني.
- 20 فبراير – أدريان الينسون (مواليد 1890) رسام من المملكة المتحدة.
- 24 فبراير – آرثر يونغ (مواليد 1898) ممثل بريطاني.
- 26 فبراير – الأميرة الكسندرا دوقة فايف الثانية (مواليد 1891)

### مارس
- 3 مارس – أوغسطين كورتولد (مواليد 1904) مستكشف بريطاني.
- 29 مارس – ويليام ريتشاردسون (مواليد 1909) لاعب كرة قدم من المملكة المتحدة.

### أبريل
- 4 أبريل – جيف هال (مواليد 1929) لاعب كرة قدم من المملكة المتحدة.

### مايو
- 7 مايو – صمويل هور (مواليد 1880)
- 10 مايو – ليسلي نايتون (مواليد 1887)
- 18 مايو – أبسلي شيري جيرارد (مواليد 1886) مستكشف بريطاني.

### يوليو
- 24 يوليو – تشارلي وايت (مواليد 1891) ملاكم من المملكة المتحدة.

### سبتمبر
- 6 سبتمبر – إدموند غوين (مواليد 1877) ممثل إنجليزي.
- 10 سبتمبر – كولن غريغوري (مواليد 1903)
- 14 سبتمبر – إيان هيلبرون (مواليد 1886) كيميائي بريطاني.

### أكتوبر
- 2 أكتوبر – وليم غاي كار (مواليد 1895)
- 9 أكتوبر – هنري تيزارد (مواليد 1885) كيميائي بريطاني.

### نوفمبر
- 1 نوفمبر – جورج ريتشاردز (مواليد 1880) لاعب كرة قدم إنجليزي.
- 7 نوفمبر – فيكتور مكلاغلن (مواليد 1886)

### ديسمبر
- 7 ديسمبر – تشارلي هال (مواليد 1899)
- 14 ديسمبر – ستانلي سبنسر (مواليد 1891) رسام من المملكة المتحدة.
- 23 ديسمبر – إدوارد وود (مواليد 1881) سياسي بريطاني.